# Campionati del mondo di atletica leggera indoor 2018 - 60 metri piani maschili
La gara dei 60 metri piani maschili ai campionati del mondo di atletica leggera indoor 2018 si è tenuta il 3 marzo. Si sono qualificati alla gara 52 atleti da 43 nazioni, ma ne sono partiti in 50, divisi in 7 batterie.

## Podio
| Pos.    | Atleta            | Nazionalità | Tempo |
| ------- | ----------------- | ----------- | ----- |
| Oro     | Christian Coleman | Stati Uniti | 6"37  |
| Argento | Su Bingtian       | Cina        | 6"42  |
| Bronzo  | Ronnie Baker      | Stati Uniti | 6"44  |

## Situazione pre-gara

### Record
Prima di questa competizione, il record del mondo indoor e il record dei campionati erano i seguenti.
| Record                | Prestazione | Atleta                        | Data e luogo                 | Competizione                     |
| --------------------- | ----------- | ----------------------------- | ---------------------------- | -------------------------------- |
| Record mondiale       | 6"34        | Christian Coleman Stati Uniti | 18 febbraio 2018 Albuquerque | Campionati statunitensi indoor   |
| Record dei campionati | 6"42        | Maurice Greene Stati Uniti    | 7 marzo 1999 Maebashi        | Campionati del mondo indoor 1999 |

### Campione in carica
Il campione mondiale indoor in carica era:
| Campione        | Atleta                      | Prestazione | Data e luogo           | Competizione                     |
| --------------- | --------------------------- | ----------- | ---------------------- | -------------------------------- |
| Mondiale indoor | Trayvon Bromell Stati Uniti | 6"47        | 18 marzo 2016 Portland | Campionati del mondo indoor 2016 |

### La stagione
Prima di questa gara, gli atleti con le migliori tre prestazioni dell'anno erano:
| Pos. | Atleta                        | Prestazione | Data e luogo                 |
| ---- | ----------------------------- | ----------- | ---------------------------- |
| 1    | Christian Coleman Stati Uniti | 6"34        | 18 febbraio 2018 Albuquerque |
| 2    | Ronnie Baker Stati Uniti      | 6"40        | 18 febbraio 2018 Albuquerque |
| 3    | Mike Rodgers Stati Uniti      | 6"50        | 18 febbraio 2018 Albuquerque |

## Risultati

### Batterie
Le batterie sono partite alle 10:15 ora locale. Si qualificano alle semifinale 3 atleti a batteria più i 3 migliori tempi.
| Pos | Batteria | Corsia | Atleta                     | Nazione             | Tempo | Note                                     |
| --- | -------- | ------ | -------------------------- | ------------------- | ----- | ---------------------------------------- |
| 1   | 7        | 4      | Ronnie Baker               | Stati Uniti         | 6"57  | Q                                        |
| 2   | 4        | 4      | Emre Zafer Barnes          | Turchia             | 6"58  | Q                                        |
| 3   | 2        | 4      | Su Bingtian                | Cina                | 6"58  | Q                                        |
| 4   | 5        | 5      | Chijindu Ujah              | Gran Bretagna       | 6"59  | Q                                        |
| 5   | 7        | 3      | Abdullah Abkar Mohammed    | Arabia Saudita      | 6"62  | Q                                        |
| 6   | 4        | 2      | Xie Zhenye                 | Cina                | 6"62  | Q                                        |
| 7   | 6        | 7      | Ben Youssef Meïté          | Costa d'Avorio      | 6"63  | Q                                        |
| 8   | 6        | 6      | Remigiusz Olszewski        | Polonia             | 6"65  | Q                                        |
| 9   | 5        | 8      | Arthur Cissé               | Costa d'Avorio      | 6"66  | Q                                        |
| 10  | 3        | 7      | Ján Volko                  | Slovacchia          | 6"66  | Q                                        |
| 11  | 5        | 1      | Sean Safo-Antwi            | Ghana               | 6"66  | Q                                        |
| 12  | 6        | 4      | Everton Clarke             | Giamaica            | 6"70  | Q                                        |
| 13  | 2        | 8      | Warren Fraser              | Bahamas             | 6"71  | Q                                        |
| 14  | 5        | 4      | Ángel David Rodríguez      | Spagna              | 6"71  | q                                        |
| 15  | 2        | 7      | Kimmari Roach              | Giamaica            | 6"71  | Q                                        |
| 16  | 1        | 6      | Christian Coleman          | Stati Uniti         | 6"71  | Q                                        |
| 17  | 6        | 3      | Tosin Ogunode              | Qatar               | 6"72  | q                                        |
| 18  | 4        | 8      | Michael Pohl               | Germania            | 6"73  | Q                                        |
| 19  | 3        | 3      | Hassan Taftian             | Iran                | 6"74  | Q                                        |
| 20  | 3        | 2      | Dominik Záleský            | Rep. Ceca           | 6"74  | Q                                        |
| 21  | 4        | 6      | Andrew Robertson           | Gran Bretagna       | 6"74  | q                                        |
| 22  | 1        | 7      | Odain Rose                 | Svezia              | 6"75  | Q                                        |
| 23  | 2        | 6      | Peter Emelieze             | Germania            | 6"77  |                                          |
| 24  | 1        | 4      | Kim Collins                | Saint Kitts e Nevis | 6"77  | Q                                        |
| 25  | 7        | 7      | Jean-Yann de Grace         | Mauritius           | 6"78  | Q                                        |
| 26  | 2        | 2      | Keston Bledman             | Trinidad e Tobago   | 6"79  |                                          |
| 27  | 3        | 4      | Emmanuel Callender         | Trinidad e Tobago   | 6"80  | Miglior prestazione personale stagionale |
| 28  | 7        | 8      | Eric Cray                  | Filippine           | 6"81  |                                          |
| 29  | 6        | 5      | Dylan Sicobo               | Seychelles          | 6"82  | Record nazionale                         |
| 30  | 7        | 2      | Sibusiso Matsenjwa         | eSwatini            | 6"82  | Record nazionale                         |
| 31  | 5        | 3      | Ambdoul Karim Riffayn      | Comore              | 6"88  |                                          |
| 32  | 3        | 6      | Sydney Siame               | Zambia              | 6"88  |                                          |
| 33  | 4        | 5      | Lester Ryan                | Montserrat          | 6"90  | Miglior prestazione personale            |
| 34  | 5        | 7      | Shaun Gill                 | Belize              | 6"96  | Miglior prestazione personale            |
| 35  | 4        | 1      | Christophe Boulos          | Libano              | 6"99  |                                          |
| 36  | 6        | 2      | Nazmie-Lee Marai           | Papua Nuova Guinea  | 7"01  | Miglior prestazione personale            |
| 37  | 2        | 5      | Juan Carlos Rodríguez      | El Salvador         | 7"03  | Record nazionale                         |
| 38  | 1        | 8      | Jonah Harris               | Nauru               | 7"03  | Record nazionale                         |
| 39  | 6        | 1      | Umar Khayam Hameed         | Pakistan            | 7"06  |                                          |
| 40  | 5        | 6      | Nick Junior Joseph         | Saint Lucia         | 7"07  | Miglior prestazione personale            |
| 41  | 6        | 8      | Adel Sesay                 | Sierra Leone        | 7"08  |                                          |
| 42  | 1        | 5      | Jacob El Aida              | Malta               | 7"09  |                                          |
| 43  | 4        | 3      | Francesco Molinari         | San Marino          | 7"17  |                                          |
| 44  | 2        | 3      | Holder da Silva            | Guinea-Bissau       | 7"20  | Miglior prestazione personale stagionale |
| 45  | 4        | 7      | Paul Ma'unikeni            | Isole Salomone      | 7"32  | Record nazionale                         |
| 46  | 3        | 8      | Alvin Marvin Martin        | Micronesia          | 7"34  | Record nazionale                         |
| 47  | 3        | 5      | Austin Hamilton            | Svezia              | 7"35  |                                          |
| 48  | 1        | 3      | Zdeněk Stromšík            | Rep. Ceca           | 7"41  |                                          |
| 49  | 5        | 2      | Karalo Hepoiteloto Maibuca | Tuvalu              | 7"47  | Record nazionale                         |
|     | 1        | 2      | Kemar Hyman                | Isole Cayman        | dq    | TR16.8                                   |
|     | 7        | 5      | Andrew Fisher              | Bahrein             | dns   |                                          |
|     | 7        | 6      | Abdur Rouf                 | Bangladesh          | dns   |                                          |

### Semifinali
Le semifinali si sono tenute alle 19:11
| Pos. | Semifinale | Corsia | Atleta                  | Nazione             | Tempo | Note                                     |
| ---- | ---------- | ------ | ----------------------- | ------------------- | ----- | ---------------------------------------- |
| 1    | 2          | 3      | Christian Coleman       | Stati Uniti         | 6"45  | Q                                        |
| 2    | 3          | 4      | Ronnie Baker            | Stati Uniti         | 6"52  | Q                                        |
| 3    | 1          | 6      | Su Bingtian             | Cina                | 6"52  | Q                                        |
| 4    | 2          | 5      | Xie Zhenye              | Cina                | 6"57  | Q                                        |
| 5    | 3          | 8      | Hassan Taftian          | Iran                | 6"57  | Q                                        |
| 6    | 3          | 3      | Ján Volko               | Slovacchia          | 6"58  | q                                        |
| 7    | 2          | 4      | Emre Zafer Barnes       | Turchia             | 6"58  | q                                        |
| 8    | 1          | 8      | Sean Safo-Antwi         | Ghana               | 6"59  | Q                                        |
| 9    | 1          | 3      | Arthur Cissé            | Costa d'Avorio      | 6"59  |                                          |
| 10   | 2          | 6      | Ben Youssef Meïté       | Costa d'Avorio      | 6"59  |                                          |
| 11   | 1          | 7      | Everton Clarke          | Giamaica            | 6"63  |                                          |
| 12   | 3          | 6      | Abdullah Abkar Mohammed | Arabia Saudita      | 6"63  |                                          |
| 13   | 3          | 1      | Andrew Robertson        | Gran Bretagna       | 6"63  |                                          |
| 14   | 2          | 7      | Kimmari Roach           | Giamaica            | 6"65  |                                          |
| 15   | 1          | 5      | Remigiusz Olszewski     | Polonia             | 6"65  |                                          |
| 16   | 3          | 5      | Warren Fraser           | Bahamas             | 6"66  | Miglior prestazione personale stagionale |
| 17   | 3          | 2      | Dominik Záleský         | Rep. Ceca           | 6"67  |                                          |
| 18   | 1          | 2      | Ángel David Rodríguez   | Spagna              | 6"67  |                                          |
| 19   | 3          | 7      | Michael Pohl            | Germania            | 6"71  |                                          |
| 20   | 2          | 8      | Odain Rose              | Svezia              | 6"74  |                                          |
| 21   | 2          | 1      | Tosin Ogunode           | Qatar               | 6"77  |                                          |
| 22   | 1          | 1      | Jean-Yann de Grace      | Mauritius           | 6"83  |                                          |
| dq   | 1          | 4      | Chijindu Ujah           | Gran Bretagna       | dq    | 162.8                                    |
|      | 2          | 2      | Kim Collins             | Saint Kitts e Nevis | dns   |                                          |

### Finale
La finale è partita alle 21.09 ora locale. Coleman ha stabilito il record dei campionati.
| Pos.    | Corsia | Atleta            | Nazione     | Tempo | Note                          |
| ------- | ------ | ----------------- | ----------- | ----- | ----------------------------- |
| Oro     | 4      | Christian Coleman | Stati Uniti | 6"37  | Record dei campionati         |
| Argento | 3      | Su Bingtian       | Cina        | 6"42  | Record asiatico               |
| Bronzo  | 6      | Ronnie Baker      | Stati Uniti | 6"44  |                               |
| 4       | 5      | Xie Zhenye        | Cina        | 6"52  | Miglior prestazione personale |
| 5       | 7      | Hassan Taftian    | Iran        | 6"53  |                               |
| 6       | 1      | Ján Volko         | Slovacchia  | 6"59  |                               |
| 7       | 8      | Sean Safo-Antwi   | Ghana       | 6"60  |                               |
| 8       | 2      | Emre Zafer Barnes | Turchia     | 6"64  |                               |